# 삼베

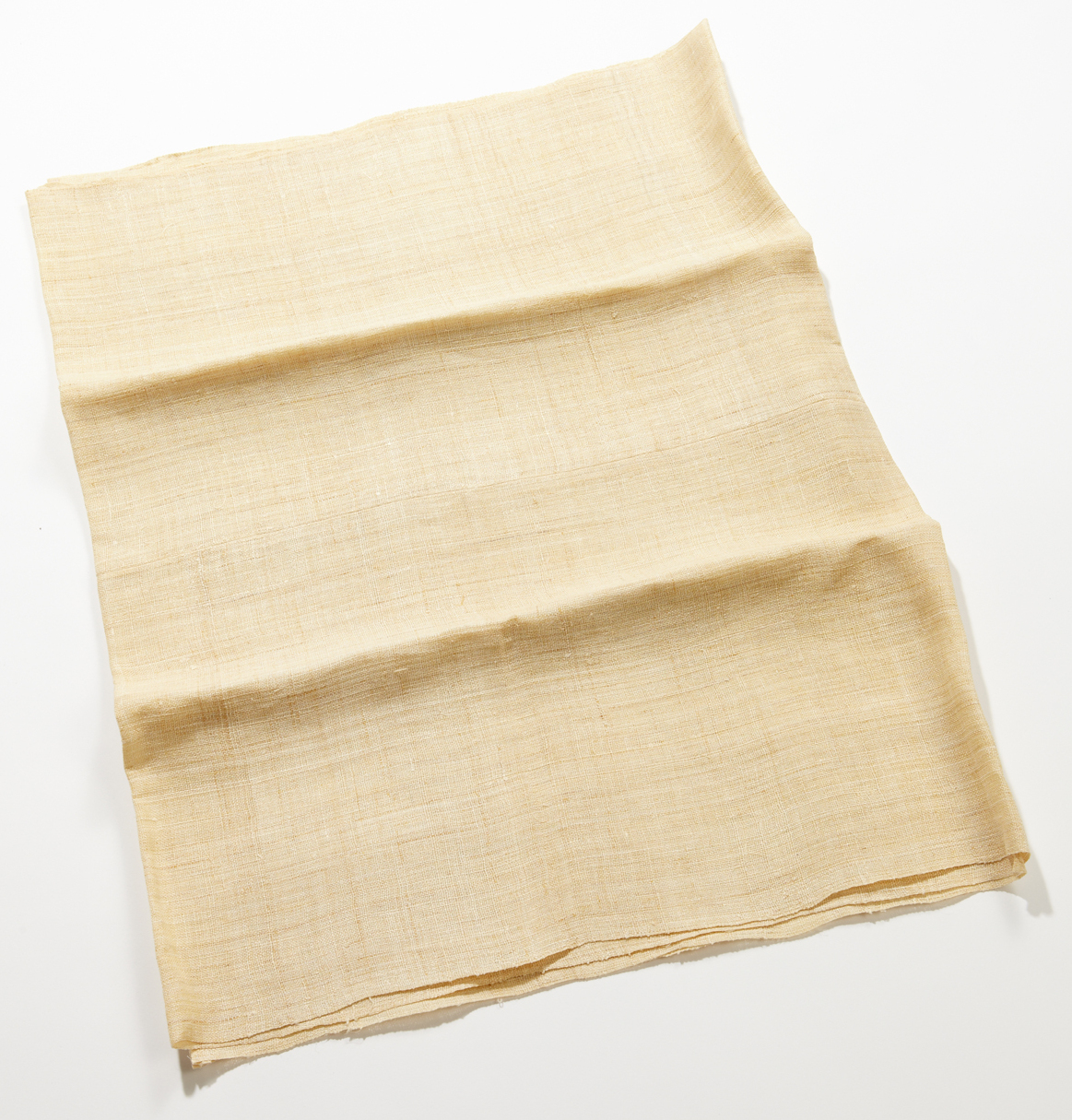
삼베

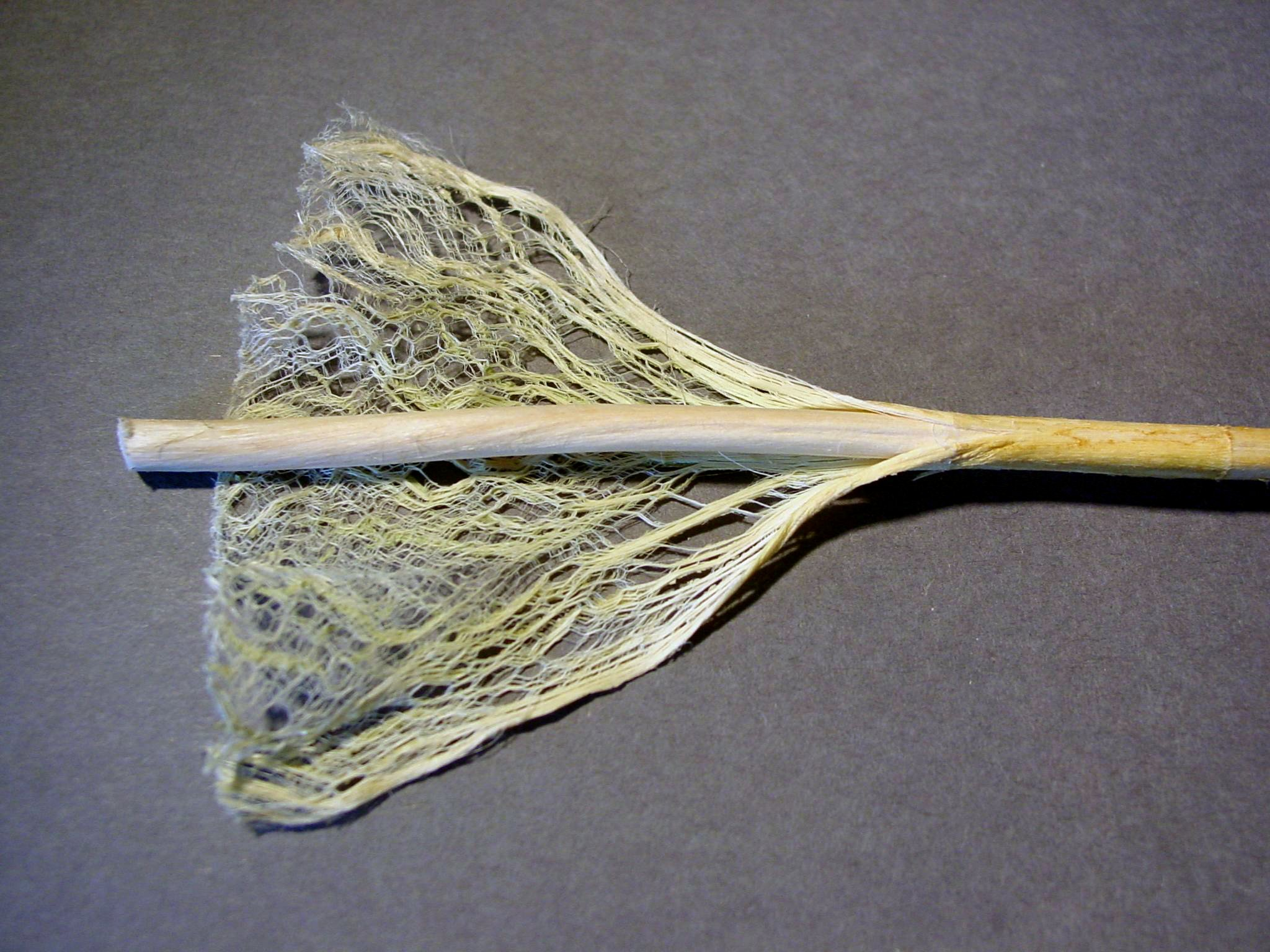
삼베 섬유

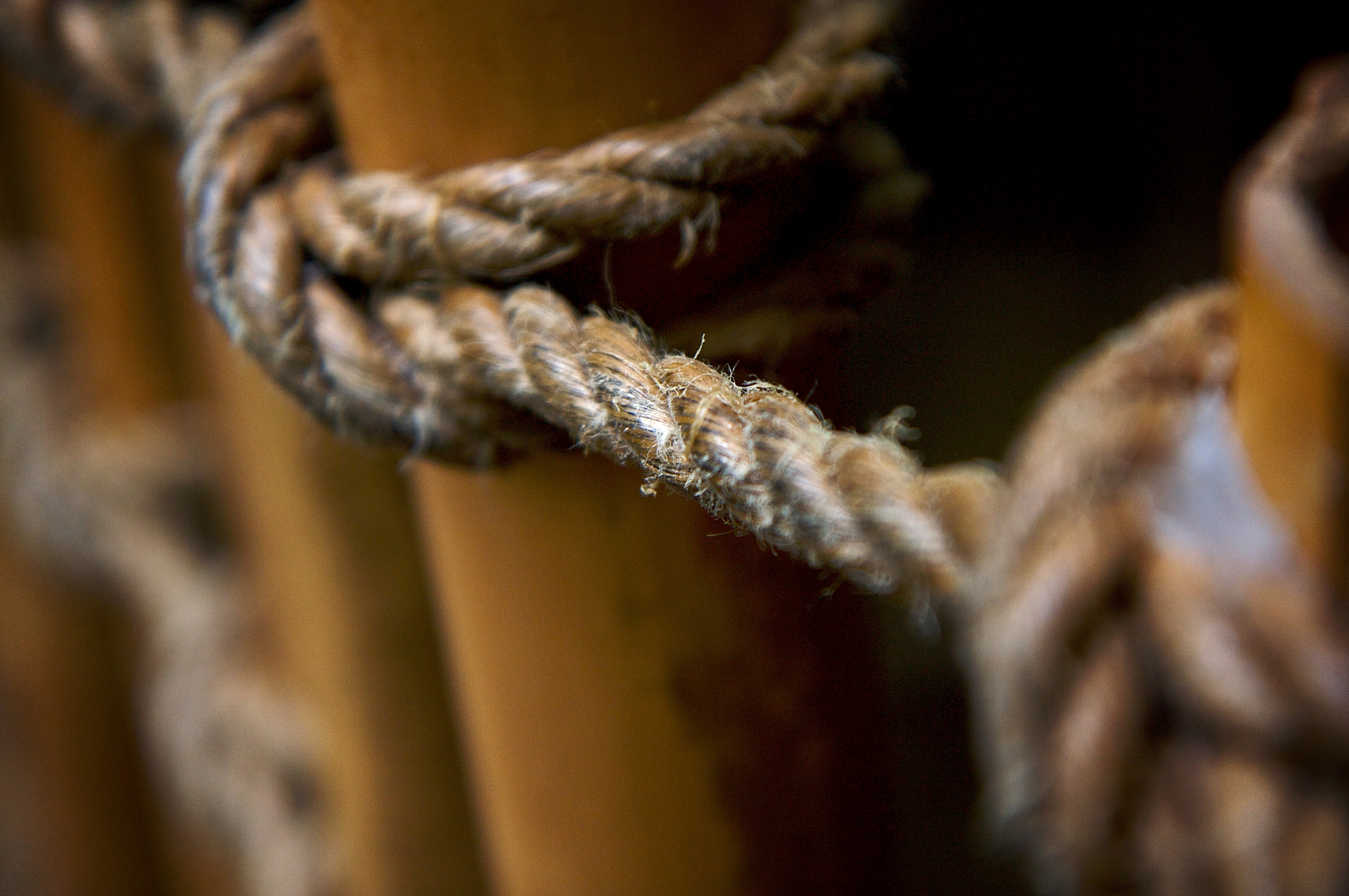
삼베 밧줄

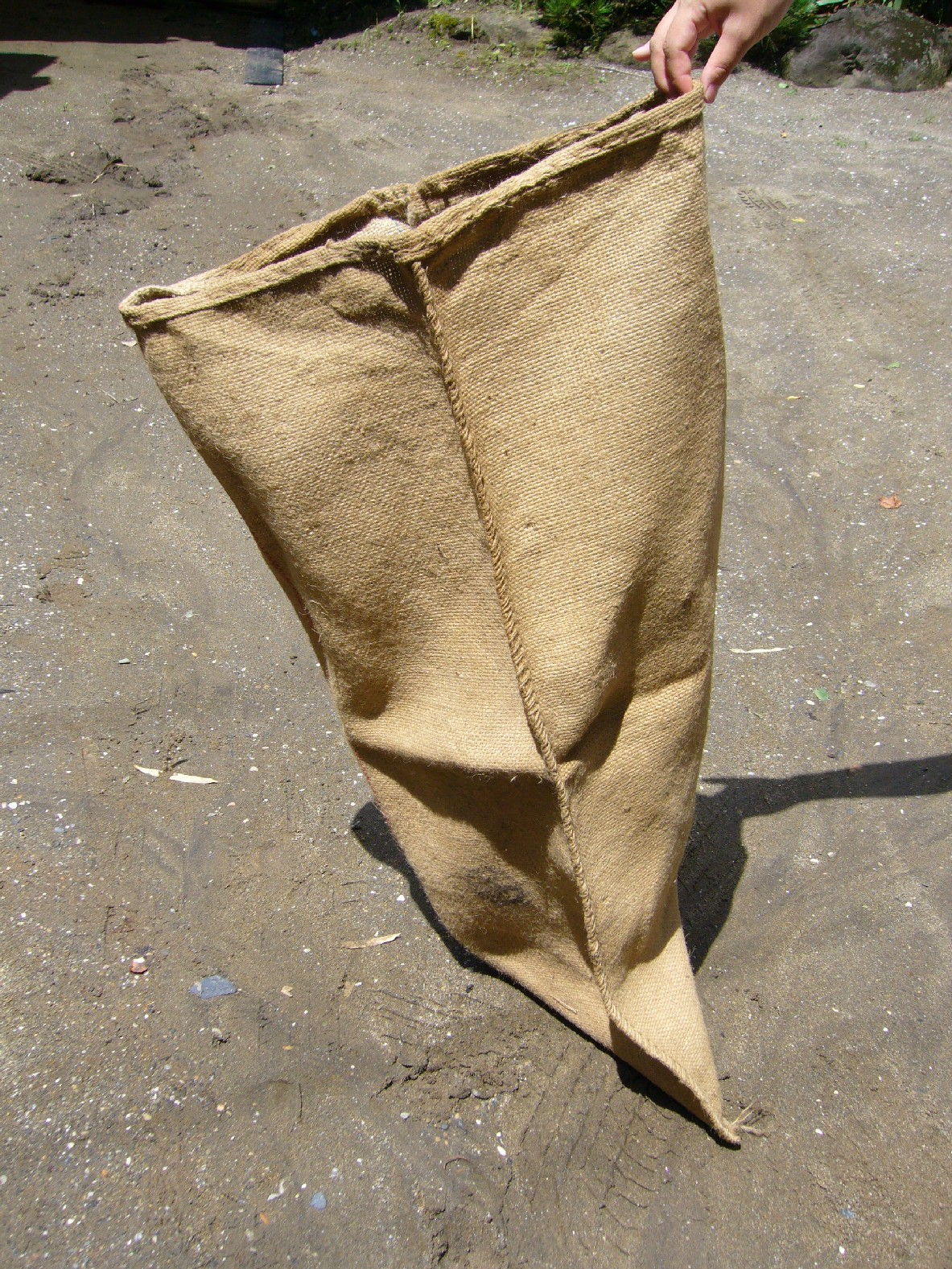
삼베 자루

삼베 또는 베, 대마포(大麻布)는 삼실로 짠 피륙이다. 삼 줄기의 인피섬유를 이용해서 짜며, 표백하면 상하므로 특유의 누런 색상 그대로 사용한다. 뻣뻣하고 신축성이 적으며 잘 늘어나지 않아서 오늘날에는 수의 외에는 옷감으로 잘 사용하지 않는다. 대신 질기고 물에도 강해 로프·카펫·구두나 가방을 만들 때 쓰는 바느질용 실, 침구류 등에 사용된다.
수분을 빨리 흡수, 배출하고 자외선을 차단하며 곰팡이를 억제하는 향균성과 항독성이 있다.

## 같이 보기
- 모시
- 대마
- 베보자기

## 참고 자료
- 이 문서에는 다음커뮤니케이션(현 카카오)에서 GFDL 또는 CC-SA 라이선스로 배포한 글로벌 세계대백과사전의 내용을 기초로 작성된 글이 포함되어 있습니다.